# Kiln House
| 전문가 평가              | 전문가 평가 |
| 평가 점수                | 평가 점수   |
| 출처                     | 점수        |
| ------------------------ | ----------- |
| AllMusic                 | [ 1 ]       |
| Christgau's Record Guide | A−          |

《Kiln House》는 1970년 9월 18일, 리프리즈 레코드에서 발매한 영국의 블루스 록 밴드 플리트우드 맥의 네 번째 스튜디오 음반이다. 이 음반은 창립자 피터 그린이 탈퇴한 후 발매된 첫 번째 음반이자 기타리스트 제레미 스펜서가 피처링한 마지막 음반이다. 크리스틴 맥비는 음반 녹음 세션에 참석하여 백 보컬, 키보드, 커버 아트에 참여했지만 음반이 완성된 직후까지는 밴드의 멤버가 아니었다.

## 배경
음반 제목은 햄프셔주 올턴 인근 트런치언츠 레인에 있는 개조된 이스트 하우스의 이름에서 따온 것이다. 이 집은 1970년 6개월 동안 가족들과 함께 공동 거주했던 밴드가 임대했다. 믹 플리트우드는 1970년 6월 20일, 이 집에서 제니 보이드와 결혼했다.
이전 음반인 《Then Play On》의 녹음 과정에서 한 곡만 연주했던 스펜서는 《Kiln House》 세션에서 훨씬 더 활발한 역할을 맡았다. 대니 커완의 노래도 거의 똑같이 눈에 띄지만 1950년대 그의 복고풍 오마주와 패러디가 음반을 지배하고 있다. 스펜서는 특히 로커빌리와 선 레코드 음반사의 음악에 영향을 받았다. 〈Buddy's Song〉는 1963년 보비 비가 처음 녹음한 노래의 커버곡으로, 버디 홀리의 노래 제목을 나열한 새로운 가사와 함께 〈Peggy Sue Got Married〉의 일부 커버곡이기도 한다. 이 노래는 버디의 장례식 후 작곡가인 웨일런 제닝스로부터 작곡 크레딧을 받은 버디 홀리의 어머니의 공을 딴 곡이다. 플리트우드 맥의 〈Hi Ho Silver〉 커버는 조니 버넷의 로큰롤 트리오에 수록된 〈Honey Hush〉라는 제목의 녹음을 바탕으로 제작되었다. 조니 버넷의 조카 빌리 버넷은 이후 1987년 플리트우드 맥에 합류했다.
커완의 기악곡 〈Earl Gray〉의 초기 버전인 〈Farewell〉은 나중에 컴필레이션 《The Vaudeville Years》에서 공개되었다.

## 곡 목록
| #  | 제목                   | 작사·작곡                    | 리드 보컬 | 재생 시간 |
| -- | ---------------------- | ---------------------------- | --------- | --------- |
| 1. | 〈This Is the Rock〉   | 제레미 스펜서                | 스펜서    | 2:45      |
| 2. | 〈Station Man〉        | 대니 커완, 스펜서, 존 맥비   | 커완      | 5:49      |
| 3. | 〈Blood on the Floor〉 | 스펜서                       | 스펜서    | 2:44      |
| 4. | 〈Hi Ho Silver〉       | 빅 조 터너                   | 스펜서    | 3:05      |
| 5. | 〈Jewel Eyed Judy〉    | 커완, 믹 플리트우드, J. 맥비 | 커완      | 3:17      |

| #   | 제목                              | 작사·작곡                     | 리드 보컬 | 재생 시간 |
| --- | --------------------------------- | ----------------------------- | --------- | --------- |
| 6.  | 〈Buddy's Song〉                  | 엘라 홀리                     | 스펜서    | 2:08      |
| 7.  | 〈Earl Gray〉                     | 커완                          | 기악      | 4:01      |
| 8.  | 〈One Together〉                  | 스펜서                        | 스펜서    | 3:23      |
| 9.  | 〈Tell Me All the Things You Do〉 | 커완                          | 커완      | 4:10      |
| 10. | 〈Mission Bell〉                  | 제시 D. 호지스, 윌리엄 마이클 | 스펜서    | 2:32      |